# 3977 Maxine
3977 Maxine (1983 LM) là một tiểu hành tinh vành đai chính được phát hiện ngày 14 tháng 6 năm 1983 bởi C. Shoemaker ở Palomar.